# Дайду Элизабет Белль
Дайду Элизабет Белль (англ. Dido Elizabeth Belle; 1761, Тринидад — 1804, Лондон) — британская светская львица, внебрачная дочь адмирала сэра Джона Линдси и порабощенной африканки Марии Белль.

## Биография
Родилась вне брака у капитана Королевского флота сэра Джона Линдси и чернокожей рабыни Марии Белль. Была привезена в Англию в детстве и выросла в Кенвуд-Хаусе в Хэмпстеде в семье своего двоюродного деда Уильяма Мюррея, 1-го графа Мэнсфилда. Имела годовое пособие в размере 30 фунтов 10 шиллингов (для сравнения, пособие её двоюродной сестры леди Элизабет составляло 100 фунтов стерлингов). Прожила в Кенвуд-Хаусе 30 лет.
В 1793 году вышла замуж за домашнего слугу-француза Джона Давинье. У пары было трое сыновей.

## В культуре
Про жизнь Элизабет Белль был снят фильм «Белль». Главную роль сыграла английская актриса Гугу Мбата-Роу.